# World RX de Italia
El World RX de Italia fue un evento de Rallycross en Italia válido para el Campeonato Mundial de Rallycross. La carrera se celebró por primera vez en la temporada 2014 y por última vez en la temporada 2015, en el Franciacorta International Circuit en la localidad de Franciacorta, en Lombardia.

## Ganadores
| 2014 | Timmy Hansen         | Johan Kristoffersson | Petter Solberg | Timmy Hansen   | Timmy Hansen         | Timur Timerzyanov | Timmy Hansen     |
| 2015 | Johan Kristoffersson | Petter Solberg       | Reinis Nitišs  | Petter Solberg | Johan Kristoffersson | Andreas Bakkerud  | Andreas Bakkerud |